# Municipio de Sharon (condado de Clinton)
El municipio de Sharon (en inglés: Sharon Township) es un municipio ubicado en el condado de Clinton en el estado estadounidense de Iowa. En el año 2010 tenía una población de 701 habitantes y una densidad poblacional de 7,47 personas por km².

## Geografía
El municipio de Sharon se encuentra ubicado en las coordenadas 41°59′22″N 90°50′24″O / 41.98944, -90.84000. Según la Oficina del Censo de los Estados Unidos, el municipio tiene una superficie total de 93.85 km², de la cual 93,85 km² corresponden a tierra firme y (0 %) 0 km² es agua.

## Demografía
Según el censo de 2010, había 701 personas residiendo en el municipio de Sharon. La densidad de población era de 7,47 hab./km². De los 701 habitantes, el municipio de Sharon estaba compuesto por el 98,86 % blancos, el 0,57 % eran afroamericanos y el 0,57 % eran de una mezcla de razas. Del total de la población el 0,86 % eran hispanos o latinos de cualquier raza.